# Severnaia Zemlea
Severnaia Zemlea (transliterat uneori și ca Severnaia Zemlia; în rusă Северная Земля, în traducere „Țara de Nord”; pronunțat [ˈsʲevʲɪrnəjə zʲɪmˈlʲa]) este un arhipelag de 37.000 km² în apele rusești ale Oceanului Arctic. Acesta se află în larg de Peninsula Taimîr din Siberia, de care este despărțită prin strâmtoarea Vilkițki⁠(d). Acest arhipelag separă două mări marginale ale Oceanului Arctic, Marea Kara, în vest, de Marea Laptev, în est.
Severnaia Zemlea a fost observată prima dată în 1913 și cartografiată pentru prima oară în 1930-32, ea fiind ultimul arhipelag de pe Terra care a fost explorat. Din punct de vedere administrativ, insulele fac parte din subiectul federal ținutul Krasnoiarsk. În perioada sovietică au existat o serie de stații de cercetare⁠(d) în diferite locații, dar în prezent nu există niciun om locuitor al acestor insule, cu excepția Stației Polare Prima din apropiere de Capul Baranov⁠(d).
Cel mai mare ghețar din Federația Rusă, Ghețarul Academia de Științe⁠(d), este situat în Severnaia Zemlea. Arhipelagul este important și în legătură cu actualul declin multianual al gheții arctice⁠(d). Până de curând, gheața lega permanent insulele de Eurasia, chiar și în la întinderea sa minimă în timpul sezonului de topiri dinspre sfârșitul verii, blocând Coridorul de Nord-Est⁠(d) între Atlantic și Pacific. Către sfârșitul verii anului 2012, cu toate acestea, gheața permanentă a ajuns la un minim istoric și la nord de arhipelag a devenit vizibilă apa deschisă.

## Istorie
Deși situat nu departe de coasta de nord a Rusiei, înconjurată de apele înghețate ale Oceanului Arctic, arhipelagul astăzi cunoscut sub numele de Severnaia Zemlea nu a fost oficial înregistrat până în secolul al XX-lea. Exploratorii anteriori estimau că există o masă de uscat în zona centrală a arhipelagului, așa cum anunțau Matvei Gedenștrom⁠(d) și Iakov Sannikov⁠(d) în 1810, la momentul explorării Noii Siberii.
Mai târziu în secolul al XIX-lea, Adolf Erik Nordenskiöld a navigat în cadrul Expediției Vega⁠(d) foarte aproape de acest uscat, în 1878, dar nu l-a observat. 
În 1882, exploratorul arctic⁠(d) și ofițerul de marină danez Andreas Peter Hovgaard⁠(d), șeful Expediției Dijmphna de explorări arctice, și-a stabilit obiectivul de a descoperi uscat la nord de Capul Celiuskin și de a explora limitele nord-estice necunoscute ale Mării Kara. Cu toate acestea, Hovgaard a fost împiedicat să-și îndeplinească obiectivele după ce a rămas prins în gheața groasă și expediția lui nu a reușit să ajungă nici măcar pe țărmurile Peninsulei Taimîr.
Chiar și la sfârșitul secolului al XIX-lea, atât expediția Fram a lui Nansen din 1895, cât și expediția polară rusă din 1900-02⁠(d) a lui  Eduard von Toll⁠(d) pe nava Zarea⁠(d) nu au reușit să consemneze vreo urmă de uscat la nord de strâmtoarea largă de 55 km dintre Marea Kara și Marea Laptev, prin care au navigat.

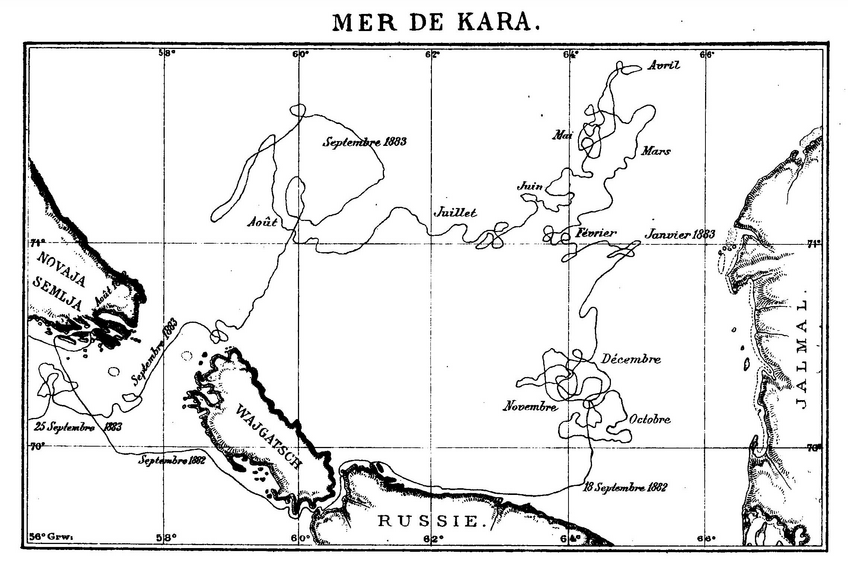
Hartă a derivei vasului Dijmphna prin Marea Kara în 1882-83. Dacă ar fi reușit, această expediție ar fi descoperit teritoriul cunoscut acum ca Severnaia Zemlea.
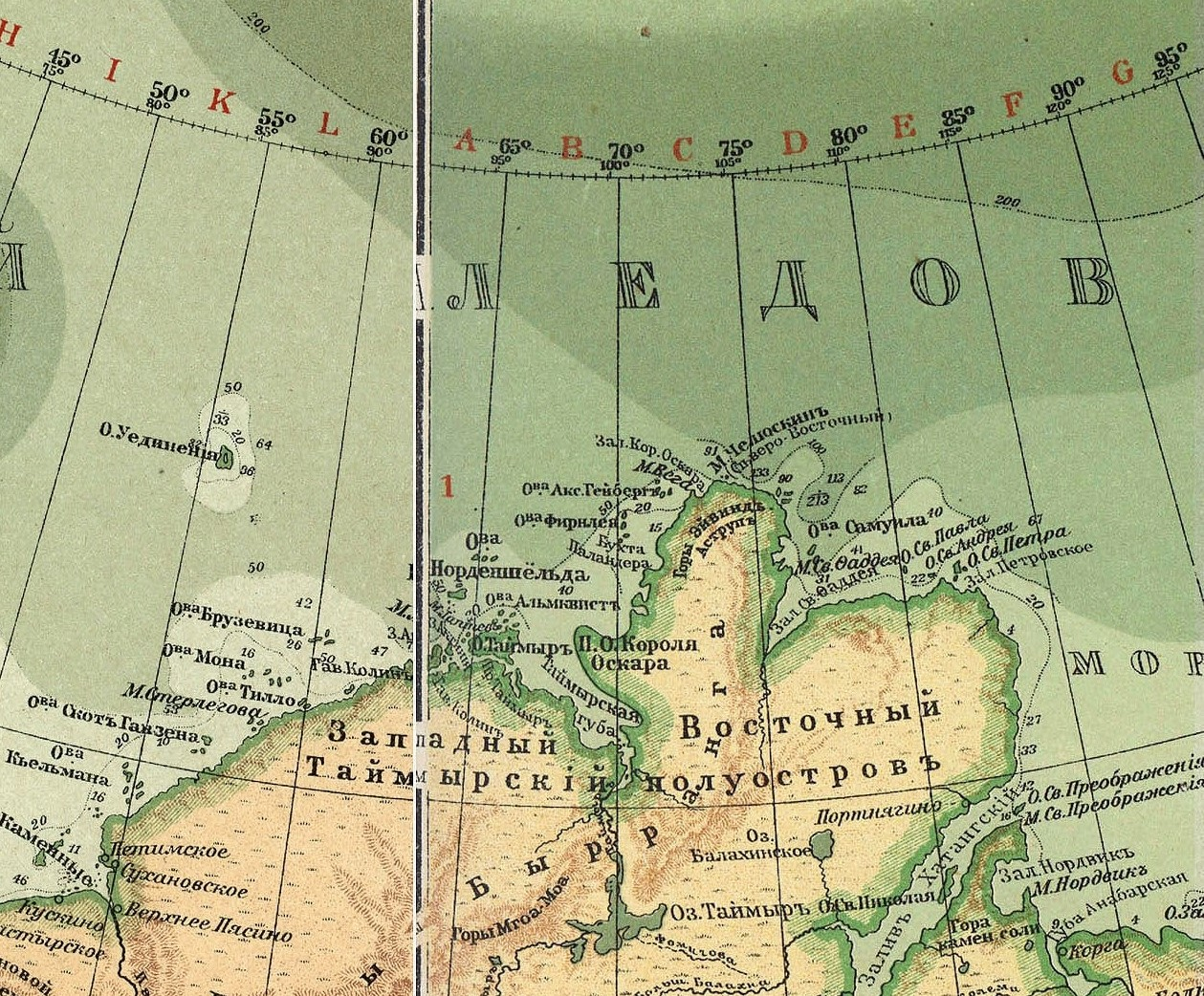
Secțiune dintr-o hartă de la 1902 a guberniei Eniseisk⁠(d) cu oceanul gol, acolo unde ar fi trebuit să apară arhipelagul.

### Țara Împăratul Nicolae al II-lea
Arhipelagul nu a fost pus pe hartă până la Expediția Hidrografică în Oceanul Arctic din 1913-1915 a spărgătoarelor de gheață Taimîr⁠(d) și Vaigaci⁠(d). Principalul organizator și primul căpitan al lui Vaigaci a fost ofițerul Aleksandr Vasilievici Kolceak din Marina Imperială Rusă. Expediția a fost cu finanțare privată și a fost lansată în anul 1910, fiind condusă de Boris Vilkițki⁠(d) în numele Serviciului Hidrografic Rus⁠(d). Această expediție și-a îndeplinit obiectivul de a explora zonele neexplorate ale părții continentale ale Rutei Maritime de Nord⁠(d) în ceea ce a fost considerat a fi punctul culminant al Marii Expediții a Nordului⁠(d), o inițiativă ambițioasă concepută inițial de țarul Petru I cel Mare, cu scopul de a cartografia toată coasta de nord a Rusiei până în est.
Pe 22 august/4 septembrie 1913, membrii expediției lui Vilkițki au debarcat pe ceea ce este acum cunoscut sub numele de Capul Berg⁠(d) de pe Insula Revoluția din Octombrie. Ei au ridicat steagul rusesc pe mal și au numit noul teritoriu Țara Taivai (în rusă Земля Тайвай, transliterat: Zemlea Taivai), după prima silabă a numelor celor două spărgătoare de gheață. În zilele care au urmat, expediția lui Vilkițki a cartografiat părți din coasta Mării Laptev a ceea ce ei credeau a fi o singură insulă. Abia șase luni mai târziu, la începutul anului 1914, prin ordin al Secretarului Marinei Imperiale, noua descoperire a fost botezată Țara Împăratul Nicolae al II-lea (în rusă Земля Императора Николая II, transliterat: Zemlea Imperatora Nikolaia II, Zemlia Imperatora Nikolaya II), după țarul Nicolae al II-lea al Rusiei.

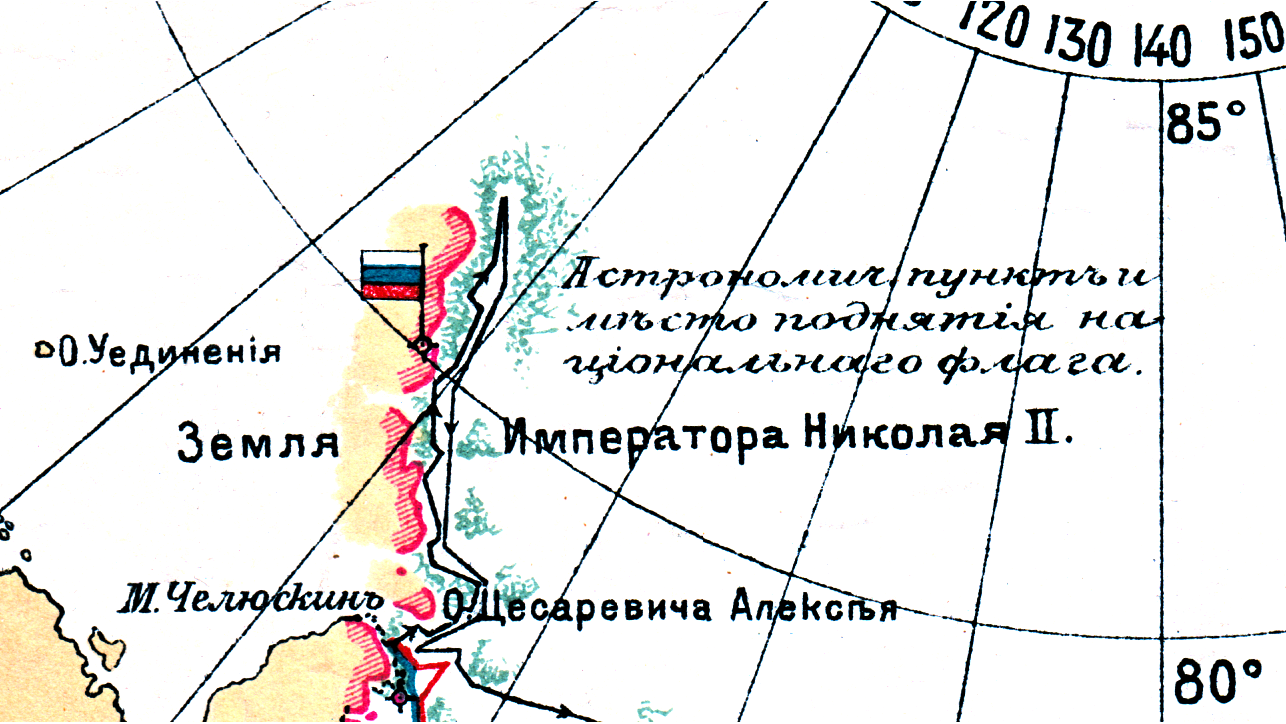
Secțiunea din harta Expediției Hidrografice din Oceanul Arctic din 1913⁠(d) care arată Țara Împăratul Nicolae al II-lea, incomplet cartografiată, cu o coastă de vest nedefinită. Steagul rusesc se află în zona Capului Berg⁠(d).
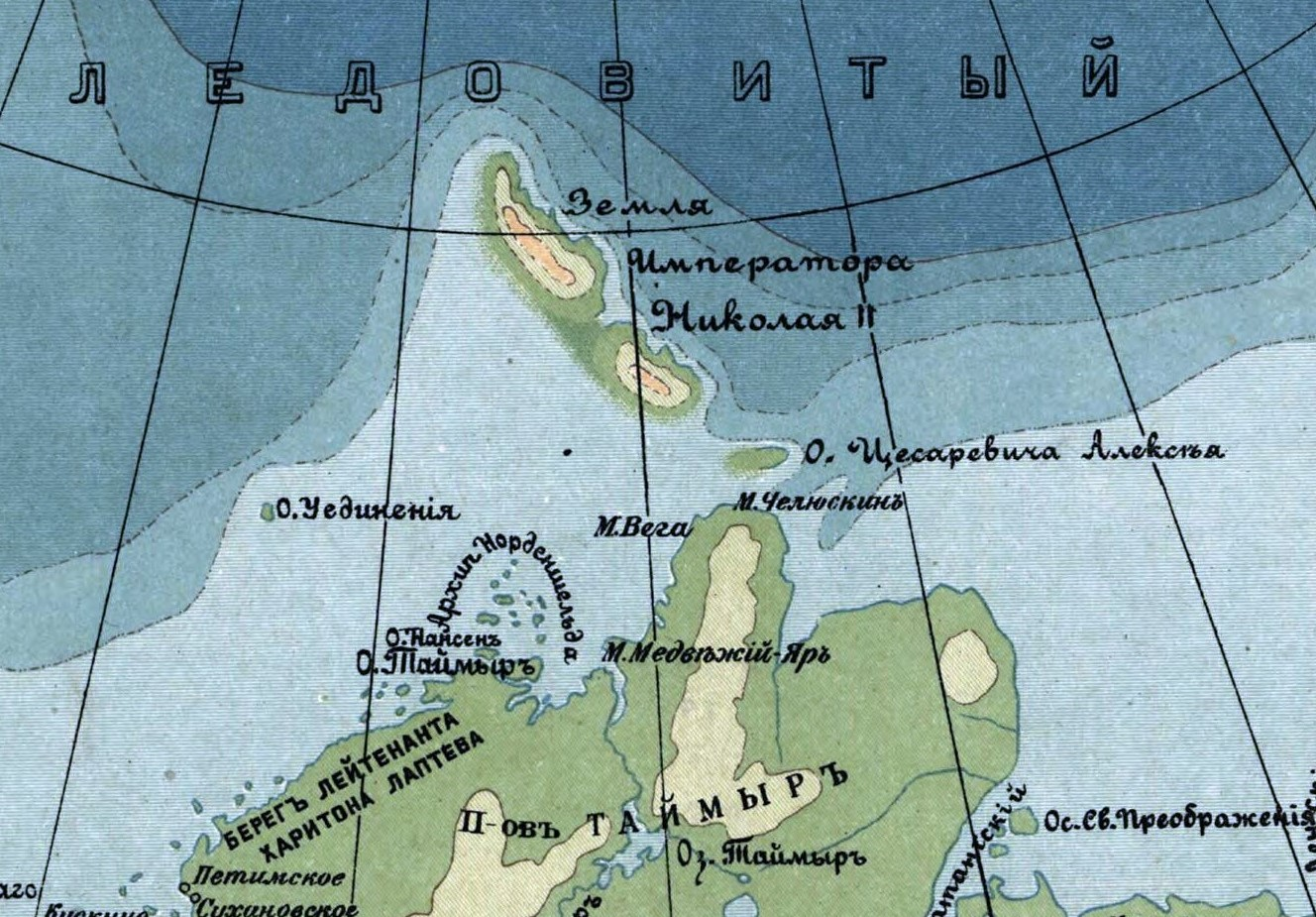
Hartă a Țării Împăratul Nicolae al II-lea, parțial cartografiată în 1915. Pe atunci se credea că arhipelagul este o singură insulă.
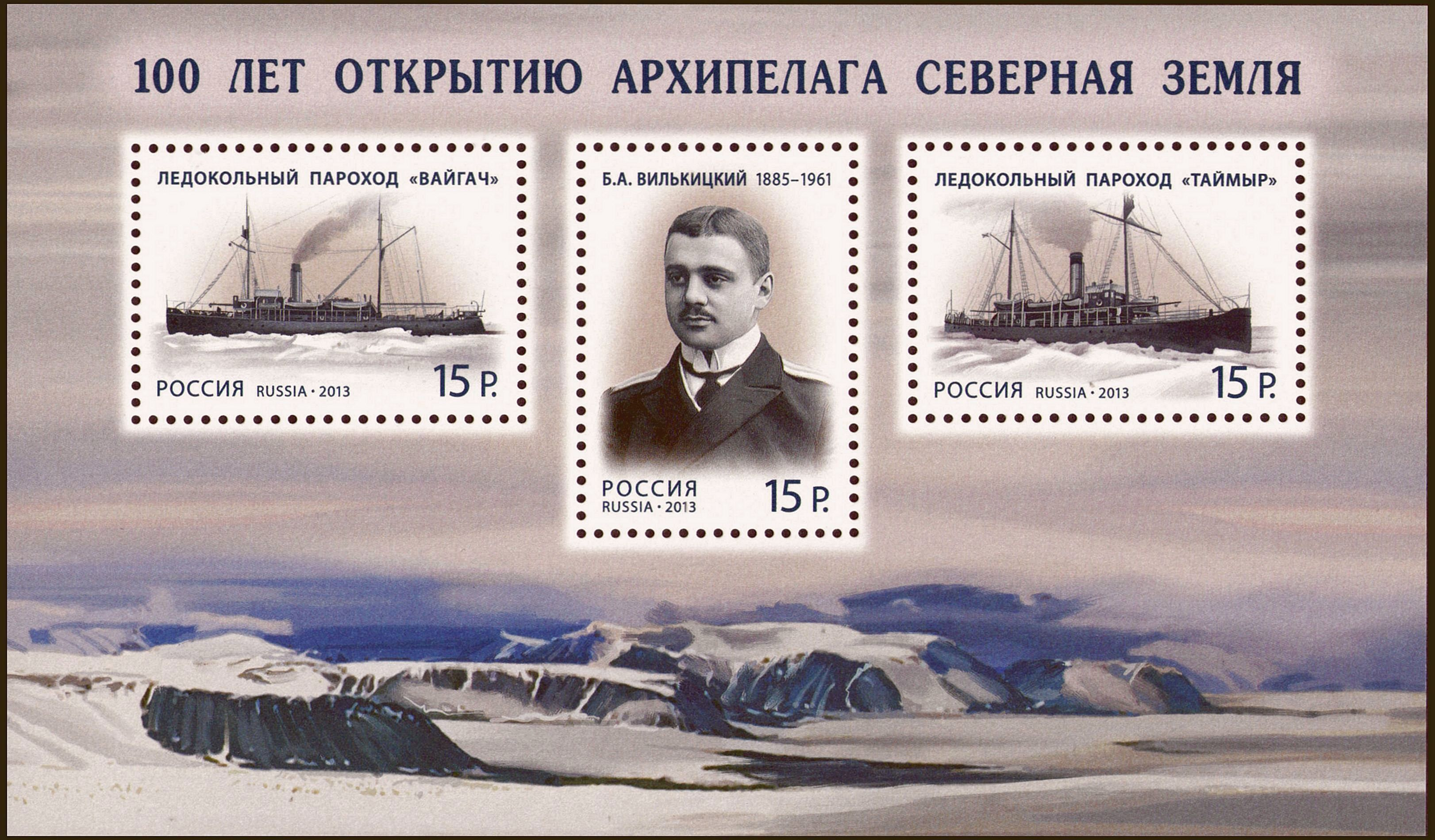
Timbru rusesc din 2013 cu Boris Vilkițki, navele sale și peisajul din zonă, dedicat aniversării a 100 de ani de la descoperirea Insulelor Severnaia Zemlea

### Explorările ulterioare și prezentul
În 1926, Prezidiul Comitetului Executiv Central al URSS⁠(d) a redenumit teritoriul, încă incomplet explorat, Severnaia Zemlea.
În mai 1928, Umberto Nobile⁠(d) și echipajul său din Aeronava Italia⁠(d) au făcut o încercare de a survola insulele, dar condițiile meteorologice nefavorabile i-au forțat să se întoarcă spre sud, când se aflau la numai o oră sau două depărtare de contactul vizual cu coasta arhipelagului.
În primăvara anului 1931, Gheorghi Ușakov⁠(d), însoțit de geologul Nikolai Urvanțev⁠(d), geodezul veteran Serghei Juravliov și operatorul radio Vasili Hodov au cercetat cu rigurozitate Severnaia Zemlea într-o expediție de doi ani în arhipelag. Ușakov și echipa sa au stabilit o bază mică la Golomeannî – capătul vestic al Insulei Strednîi, în largul coastei Insulei Revoluția din Octombrie. De acolo, ei au efectuat mai multe călătorii topografice în interior și pe coastele insulelor mai mari. Prima hartă detaliată trasată de cartografii expediției a relevat că Severnaia Zemlea este împărțită în patru insule principale. Caracteristicile geografice ale teritoriului său au fost numit după organizații, evenimente și personalități comuniste. Despre Severnaia Zemlea, Ușakov scria:
„Am văzut Peninsula Ciukotka cea uitată de Dumnezeu, Insula Vranghel cea bătută de viscol, de două ori am vizitat Novaia Zemlea cea învăluită în cețuri, și am văzut Țara Franz Josef cu cerul ei de plumb și stâncile mândre îmbrăcate în albastru, râuri de gheață întărită, dar nicăieri nu am văzut așa posomorâre sau așa un relief deprimant și lipsit de viață...”
Graf Zeppelin⁠(d) a zburat deasupra zonei în timpul zborului său polar din iulie 1931 și a înregistrat niște date cartografice și meteorologice; Hugo Eckener a încercat să facă fotografii ale coastei de vest, încă necercetată topografic, dar aceasta era ascunsă de ceață și nori.
Chiar dacă comuniștii germani suferiseră mult în timpul celui de al Treilea Reich, în urma sentimentelor anti-germane⁠(d) cauzate de „Marele Război pentru Apărarea Patriei” în URSS, unor caracteristici geografice din Severnaia Zemlea, anterior numite în semn de solidaritate cu comuniștii germani, li s-au schimbat denumirile cu unele rusești sau neutre – de exemplu, Capul Unslicht a devenit Capul Pesceanîi⁠(d), iar strâmtoarea Yungshturm a devenit strâmtoarea Iunîi⁠(d).
În timpul Războiului Rece, insulele Severnaia Zemlea au continuat să fie studiate de o echipă de geologi de la NIIGA (Institutul de Cercetare Științifică a Geologiei Arctice) din Sankt Petersburg. Între 1948 și 1954, o hartă geologică cuprinzătoare a fost compilată sub îndrumarea lui B. H. Egheazarov. De asemenea, hărți mai precise au fost întocmite cu ajutorul datelor cartografice colectate prin fotografie aeriană.
Din punct de vedere administrativ, Severnaia Zemlea a făcut parte din okrugul autonom Taimîr⁠(d) până când acest okrug a fost comasat în ținutul Krasnoiarsk, la 1 ianuarie 2007. În prezent, acesta aparține raionului Taimîrski-Dolgano-Nenețki⁠(d) din regiunea Krasnoiarsk. Adunarea Legislativă a regiunii Krasnoiarsk a primit o cerere prin care să se restabilească fosta denumire a insulelor Severnaia Zemlea, cea de „Țara Împăratul Nicolae al II-lea”, dar a respins-o pentru moment.

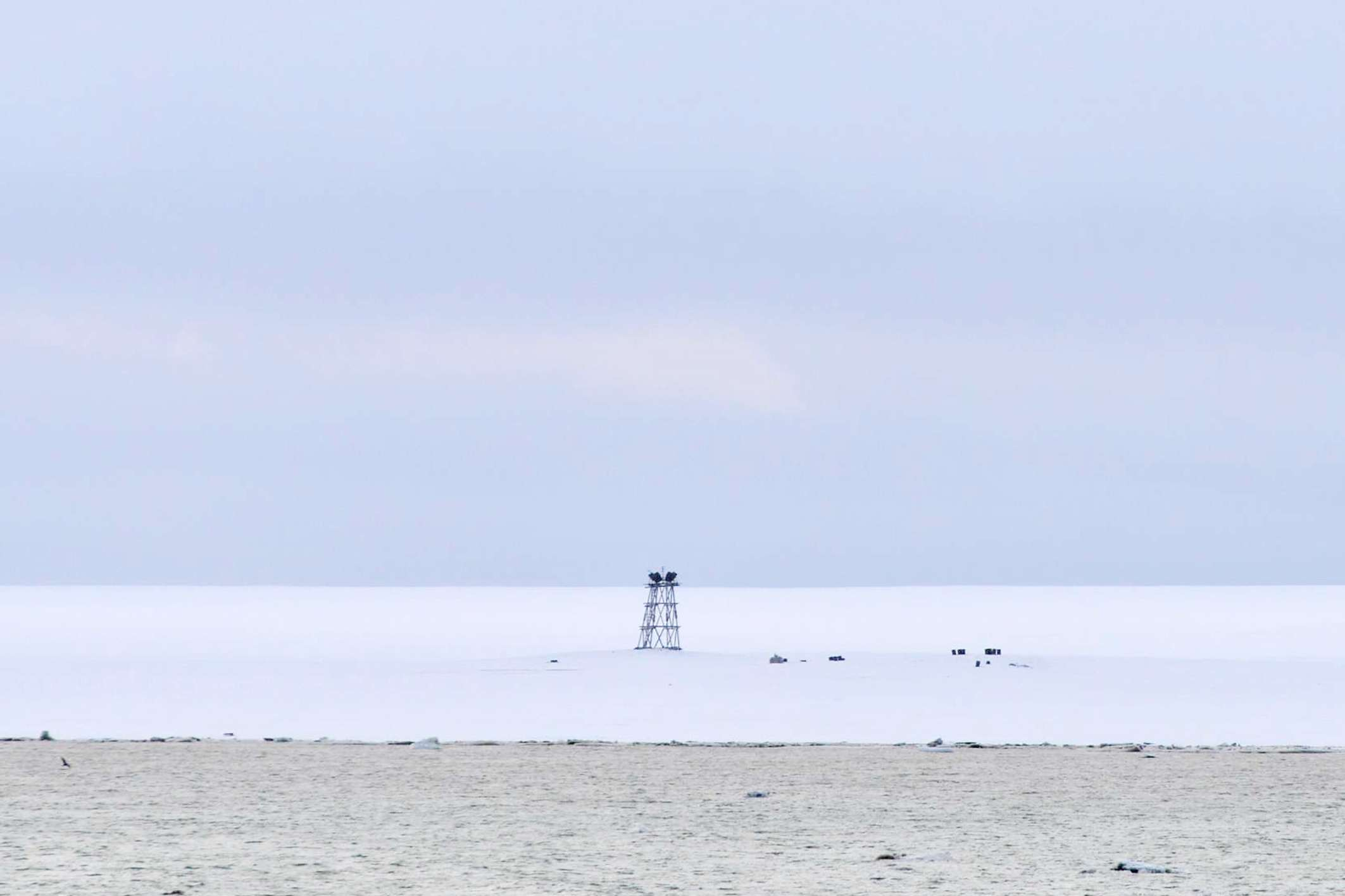
Resturile stației polare ruse abandonate Izlucina, la capătul de nord al Insulei Komsomoleț
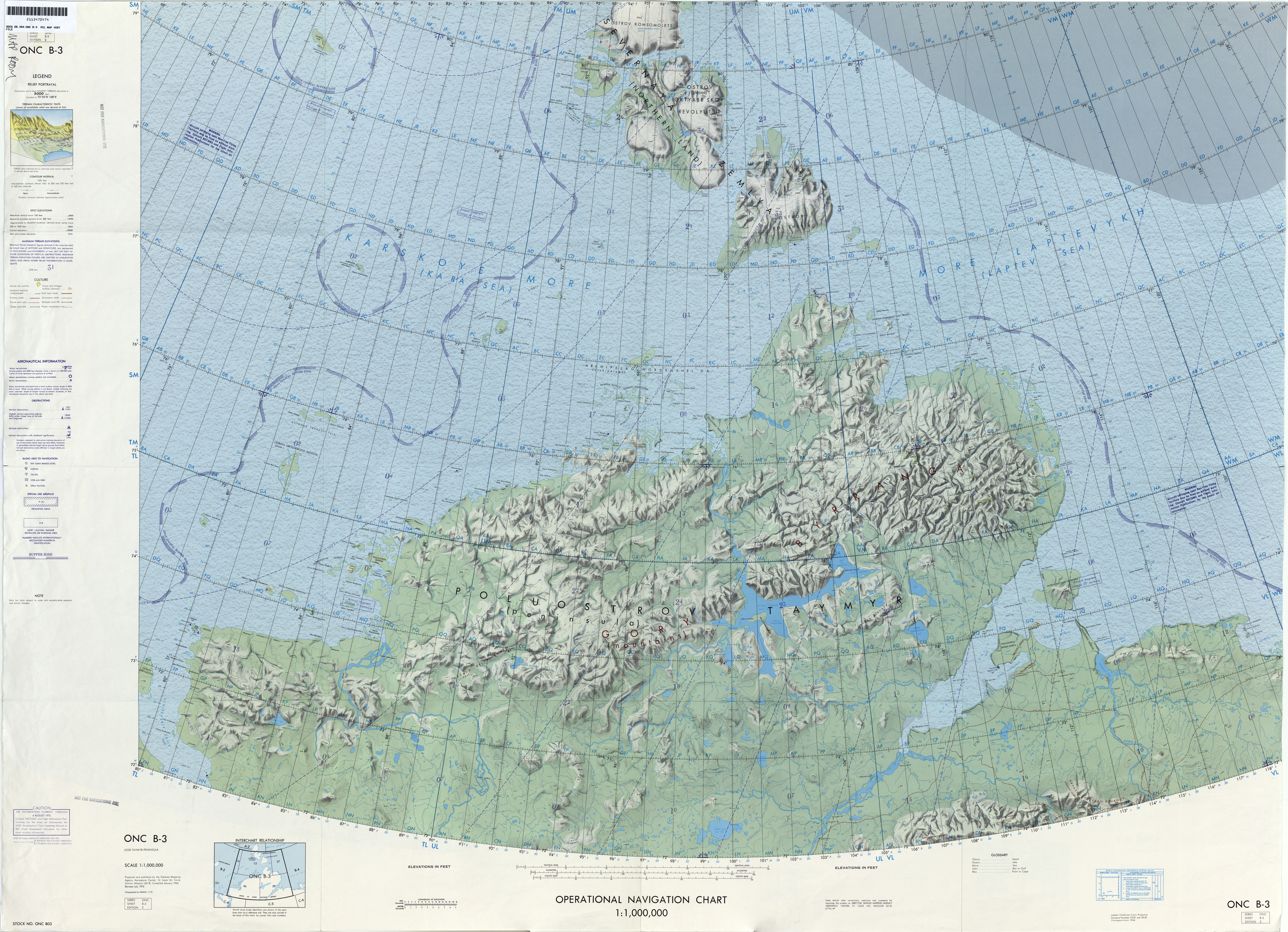
Hartă din 1975 care înfățișează Severnaia Zemlea și Peninsula Taimîr
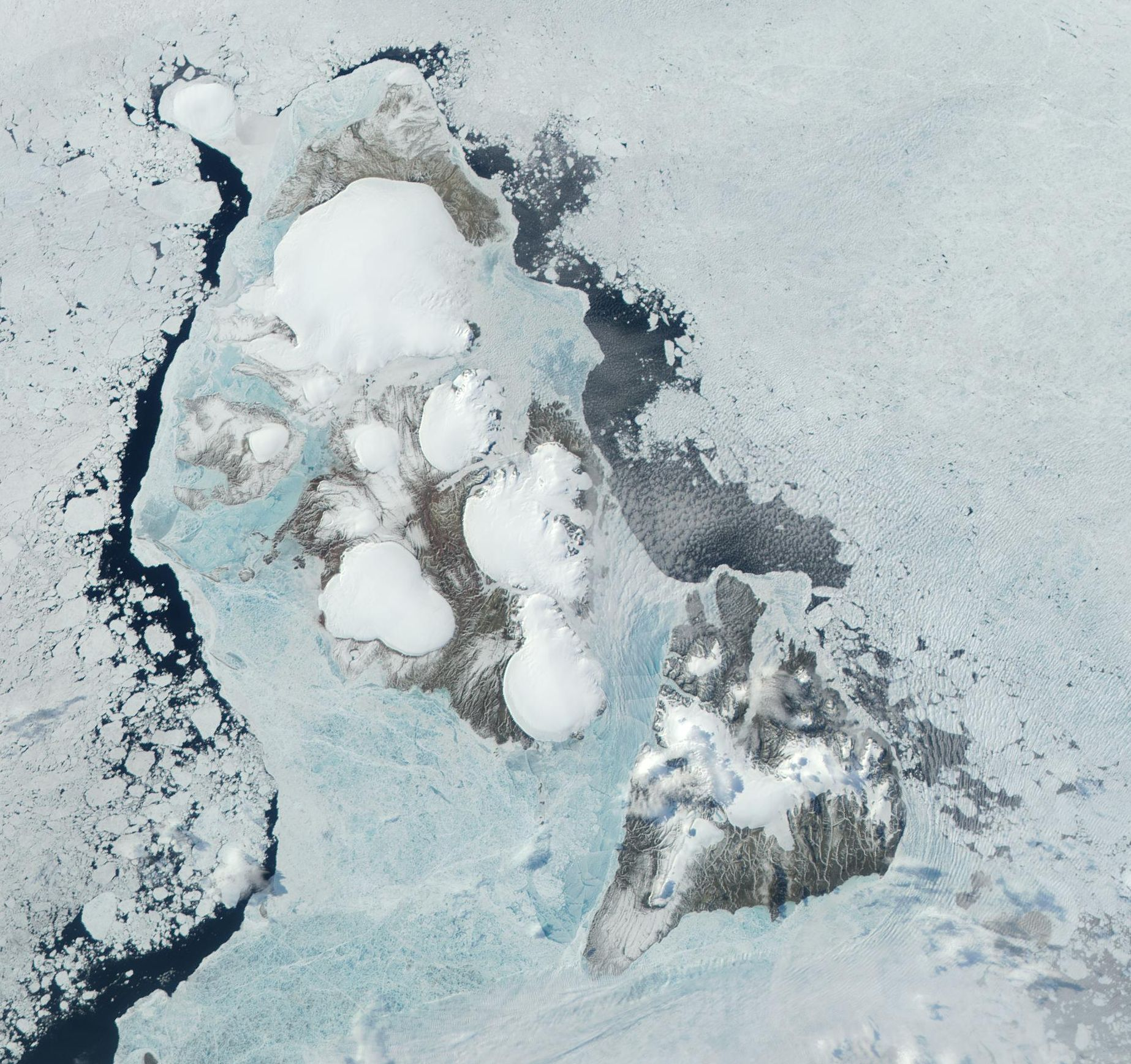
Imagine a satelitului Terra⁠(d) cu Moderate-Resolution Imaging Spectroradiometer⁠(d) reprezentând Severnaia Zemlea în 2001

## Geografie

Conturul insulelor Severnaia Zemlea

Severnaia Zemlea cuprinde patru insule mari – Revoluția din Octombrie, Bolșevic, Komsomoleț și Pionier – și în jur de 70 de insule mai mici, acoperind o suprafață totală de aproximativ 37.000 km². Este separată de peninsula Taimîr prin strâmtoarea Vilkițki⁠(d).
Trei dintre insulele principale – Revoluția din Octombrie, Komsomoleț, Pionier –, precum și Insula Schmidt⁠(d), mai mică, aflată la marginea de nord-vest, sunt în mare măsură înghețate. Zona acoperită de ghețari de pe Insula Bolșevic, cea mai sudică insulă principală a grupului, reprezintă aproximativ un sfert din suprafața acesteia. Punctul cel mai sudic al arhipelagului Severnaia Zemlea este Capul Neupokoev⁠(d) din extremitatea sud-vestică a Insulei Bolșevic.
Cel mai înalt punct al arhipelagului este muntele Karpinski de 965 m, vârful ghețarului Karpinski, un dom de gheață de pe Insula Revoluția din Octombrie. Strâmtoarea Armata Roșie⁠(d) desparte Insula Komsomoleț de Insula Revoluția din Octombrie, iar strâmtoarea Șokalski⁠(d), mai largă, desparte Insula Bolșevic de Insula Revoluția din Octombrie. Ambele strâmtori leagă Marea Kara, în vest, de Marea Laptev, în est.
Acest arhipelag închide limitele nordice ale Mării Kara pe țărmurile de vest, împreună cu arhipelagul Novaia Zemlea, situat la aproximativ 1.000 km sud-vest. Marile râuri Obi și Enisei se varsă dinspre sud în această mare marginală a Oceanului Arctic, apele abundente contribuind la un climat cu precipitații relativ bogate, în ciuda temperaturilor extrem de joase de la latitudinile mari. Marea Laptev, în care își extinde râul Lena marea sa deltă, se află la est de Severnaia Zemlea. Relieful topografic al arhipelagului este destul de neted, cu geologia sa fiind dominată de succesiuni sedimentare neoproterozoice și paleozoice.

### Ghețarii

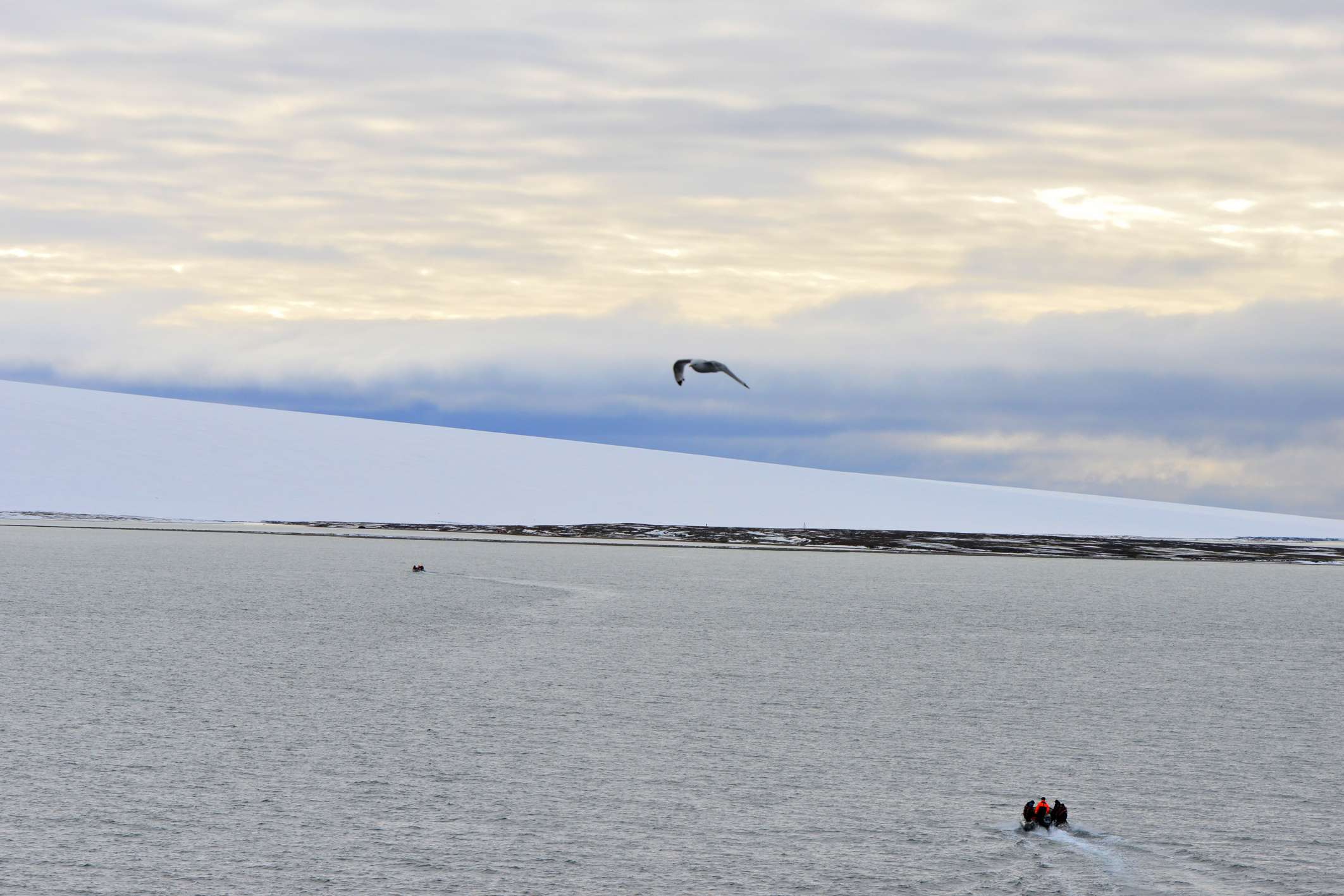
Vedere a Insulei Schmidt cu calota ei de gheață.

Ghețarii din arhipelag au o formă de dom⁠(d) caracteristică, cu o suprafață în descreștere spre margini. Falezele de gheață se găsesc numai la bază. Locurile unde ghețarii ajung în mare contribuie la formarea de aisberguri. Cele mai active fronturi de ghețar sunt partea de est din Golful Krenkel⁠(d), precum și partea de sud a ghețarului Academia de Științe. Un alt ghețar destul de activ este ghețarul Rusanov de pe insula Revoluția din Octombrie, cu frontul glaciar⁠(d) în fiordul Matusevici⁠(d).
Revoluția din Octombrie, cu șapte ghețari, este insula cu cei mai mulți ghețari individuali din Severnaia Zemlea. Următoarele sunt insulele Bolșevic cu șase, Komsomoleț cu patru, Pionier cu două și Insula Schmidt cu unul. Cel mai mare ghețar este ghețarul Academia de Științe⁠(d) din Komsomoleț, care este și cea mai mare calotă de gheață din Rusia — un dom de gheață de 5.575 km² și 819 m grosime, ajungând la 749 m deasupra nivelului mării, care acoperă aproximativ două treimi din suprafața insulei.

### Principalele insule

#### Revoluția din Octombrie
Insula Revoluția din Octombrie⁠(d) (în rusă Остров Октябрьской Революции, transliterat: Ostrov Okteabrskoi Revoliuții) este cea mai mare insulă din grupul Severnaia Zemlea.

Insula Revoluția din Octombrie

Suprafața acestei insule a fost estimată la 14.170 km², ea fiind a 59-a insulă din lume ca suprafață. Ea se ridică la o înălțime de 965 m pe muntele Karpinski⁠(d). Jumătate din insulă este acoperită cu ghețari care ajung în jos până la mare. În secțiunile neacoperite de gheață, vegetația este de deșert sau de tundră. Insula a fost prima explorată și denumită de către expediția lui Gheorghi Ușakov⁠(d) și Nikolai Urvanțev⁠(d) în 1930-32.
Pe Insula Revoluția din Octombrie sunt cinci calote glaciare; în sensul acelor de ceasornic de la nord, acestea sunt denumite: Glaciarul Rusanov⁠(d), Glaciarul Karpinski⁠(d), Universității, Vavilov și Glaciarul Albanov⁠(d). Stația Meteorologică Vavilov a fost operată între 1974 și 1988 pe partea de nord a calotei glaciare Vavilov. Printre alte calote glaciare de pe insulă se numără ghețarul Maliutka. Râul Podiomnaia și râul Bolșaia curg spre nord-vest între ghețarii Vavilov și Glaciarul Albanov⁠(d), iar Bedovaia și Obrivistaia curg spre nord între Albanov și Glaciarul Rusanov⁠(d). Fiordul Matusevici⁠(d), mai mare, și fiordul Marat⁠(d), mai mic, sunt ambele situate pe această insulă. Capul Octombrie⁠(d) este situat în partea de nord a insulei, la marginea strâmtorii Armata Roșie.
Insula Vîsokii este o insuliță situată într-un mic golf pe malul sud-vestic al Insulei Revoluția din Octombrie.

#### Bolșevic
Insula Bolșevic⁠(d) (în rusă о́стров Большеви́к, transliterat: ostrov Bolșevik, pronunțat [ˈostrəv bəlʲʂɨˈvʲik]) este cea mai sudică și a doua insulă ca întindere din grup, situată față de Insula Revoluția din Octombrie peste strâmtoarea Șokalski. Suprafața acestei insule a fost estimată la 11.312 km².

Insula Bolșevic

Insula Bolșevic este muntoasă, ajungând la o înălțime de 935 m. Aici se află o Lista stațiilor de cercetare din Oceanul Arctic⁠(d) numită Prima în apropiere de Capul Baranov⁠(d).
Părți din malul insulei sunt adânc crestate, cu golful Mikoian⁠(d) din partea de nord și golful Solnecinîi⁠(d) din partea de sud, precum și fiorduri, cum ar fi fiordul Ahmatov⁠(d), mai mare, și mai fiordurile Thaelmann, Spartak și Partizanilor, mai mici.
Insula Bolșevic este relativ mai puțin înghețată decât celelalte insule din Severnaia Zemlea. Doar aproximativ 30% din insulă este acoperită de ghețari, în timp ce câmpiile litorale au o vegetație rară de mușchi și licheni. Ghețarii Leningrad, Semionov-Tian-Șanski, Kropotkin, Mușketov și Aerosiomki se află în interiorul insulei și nu ajung la mare.
Insula Taș este o mică insulă situată lângă malul sudic al Insulei Bolșevic. Insula Lavrov este situată lângă malul nord-estic și Insula Lișnii la marginea nordică.

#### Komsomoleț
Insula Komsomoleț⁠(d) (în rusă остров Комсомолец) este cea mai nordică insulă a grupului Severnaia Zemlea, și a treia ca întindere din grup. Este a 82-a insulă ca suprafață de pe Pământ.

Insula Komsomoleț

Cel mai nordic punct al insulei este numit Capul Arctic⁠(d). Acesta este punctul de lansare pentru multe expediții Arctice.
Suprafața acestei insule a fost estimată la 9.006 km². Se ridică la o altitudine de 780 m. Aproximativ 65% din insulă este acoperită cu ghețari. În insula Komsomoleț se află cea mai mare calotă de gheață din Rusia, calota glaciară Academia de Științe⁠(d), care acoperă cea mai mare parte a insulei, între golful Krenkel⁠(d) la est și golful Juravliov⁠(d) la vest.
Solul de pe insulă este în cea mai mare parte compus din sol lutos⁠(d) lipsit de consistență și nisip, un deșert de tundră cu mușchi și licheni izolați.
Insula a fost explorată și denumită pentru prima oară de expediția lui Gheorghi Ușakov⁠(d) și Nikolai Urvanțev⁠(d) în 1930-32. Conform schemei lor de denumiri, insulele au primit denumiri după evenimente și mișcări ale Revoluției Ruse, iar această insulă a fost numită în onoarea membrilor Comsomolului, „Uniunea Tineretului Comunist”.
Lângă malul de nord-vest al Insulei Komsomoleț se află un grup de insule cunoscute ca Ostrova Demiana Bednogo (Insulele Sărmanului Demian).

#### Insula Pionier
Insula Pionier⁠(d) este cea mai vestică dintre insulele mari de pe Severnaia Zemlea și este separată de Insula Komsomoleț de strâmtoarea Iunîi⁠(d). Insula Pionier se întinde pe 1.527 km².

Insula Pionier

Pe această insulă se află ghețarul Pionier și s-au găsit fosile de Thelodonti⁠(d) din silurianul superior.
La capătul sud-vestic al Insulei Pionier se află insula Krupskoi. Aceasta este o insulă destul de mare, de peste 20 km lungime și aproximativ 11 km lățime. Strâmtoarea care o desparte de Insula Pionier are numai 500 m lățime.
Această insulă nu trebuie confundată cu Insula Pioneer⁠(d) din Canada (76°57′N 96°57′V / 76.950°N 96.950°V).

#### Insula Schmidt
Insula Schmidt⁠(d), de 467 km², este situată în extremitatea nord-vestică a arhipelagului. Această insulă este destul de depărtată de grupul Severnaia Zemlea. Este, de asemenea, cea mai nordică insulă a acestuia, situată în regiunea ghețurilor permanente.

Insula Schmidt

Această insulă este acoperită aproape în întregime de calota glaciară Schmidt. Datorită poziției expuse, clima în zona Insulei Schmidt este mult mai rece decât în restul arhipelagului.
Insula Schmidt a fost numită după omul de știință sovietic Otto Schmidt.

### Insule și grupuri de insule minore
Aproape de arhipelagul principal Severnaia Zemlea există un număr de mici insule și arhipelaguri. Există, de asemenea, multe mici insule și insulițe în diferite locații, cum ar fi Krupskoi la vest de Insula Pionier și Naidionîș (în rusă Найдёныш) în apropiere de Capul Anucin de pe Insula Revoluția din Octombrie. Alte insule mici sunt enumerate mai jos.

#### Arhipelagul Sedov

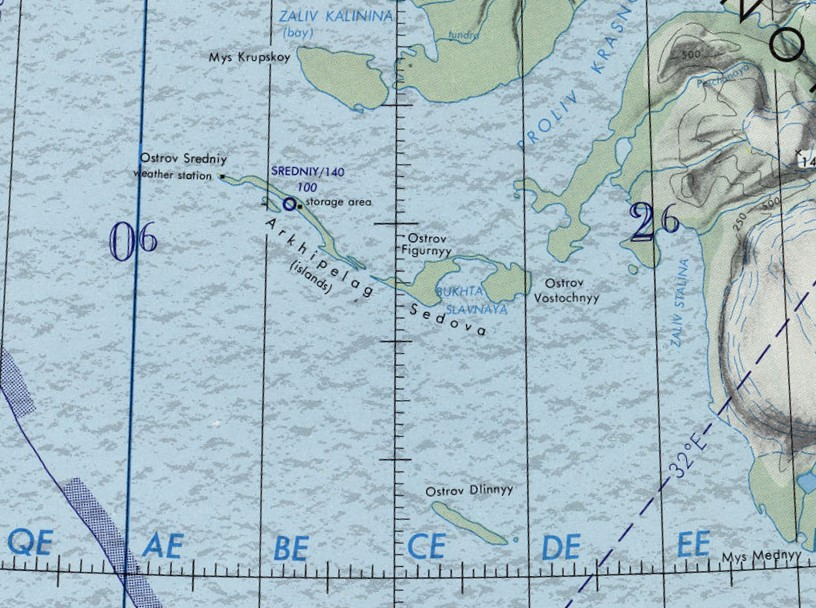
Insulele Sedov

Arhipelagul Sedov, cunoscut anterior ca Insulele Serghei Kamenev (în memoria militarului sovietic Serghei Kamenev⁠(d)), este situat la vest de Insula Revoluția din Octombrie, în Marea Kara. Principalele insule ale acestui arhipelag sunt Srednii (cea mai lungă insulă), Domașnii, Strela și Figurnîi. Aproape de țărmul Insulei Revoluția din Octombrie se află Insula Obmannîi și la 32 km depărtare în larg spre sud se află Insula Dlinnîi. Aceste insule de coastă sunt uneori considerate parte a grupului Sedov.
Stația Meteorologică Golomeannîi, situată pe vârful vestic al Insulei Srednii la 79°33′N 90°38′E / 79.550°N 90.633°E, a fost locul de iernare și baza expediției din 1931-32 și efectuează măsurători continue din 1954.
S-a cerut oficial schimbarea numelui Insulei Domașnii în „Sveatoi Anastasii” (остров Святой Анастасии), adică Insula Sfânta Anastasia.

#### Insulele Krasnoflotskie

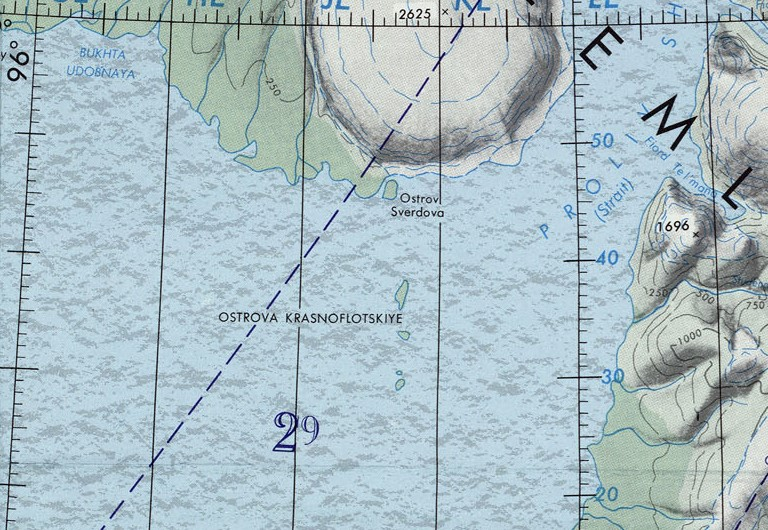
Krasnoflotskie

La sud de Insula Revoluția din Octombrie în Marea Kara se află arhipelagul Krasnoflotskie (în rusă Краснофлотские), de la nord la sud într-o linie aproape dreaptă (78°36′N 98°40′E / 78.600°N 98.667°E). Principalele insule sunt Sverdlova – foarte aproape de Capul Sverdlov de pe coastă –, Bolșoi – nu cu mult mai mare decât altele, în ciuda numelui său (din rusă mare) –, Srednii și Greben departe în larg. Toate insulele sunt lipsite de vegetație.
La 35 km sud-vest de Insula Greben se află două insule mici pe nume Opasnîe, care sunt și ele parte a acestui grup.
Insulele Krasnoflotskie au fost pentru prima dată observate și cartografiate în august 1932, de către expediția Institutului Arctic Unional⁠(d) de pe spărgătorul de gheață Rusanov. Există o stație arctică pe Insulele Krasnoflotskie (AS-042), care funcționează din 1953.

#### Taimîrul Mic și Starokadomski

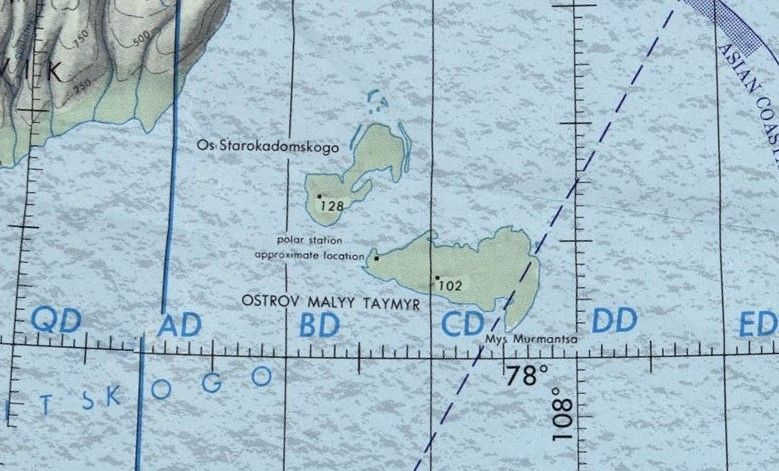
Grupul Taimîrul Mic

Este un mic grup, ce cuprinde principalele două insule situate în Marea Laptev, în larg de capătul sud-estic al Insulei Bolșevic. Malîi Taimîr⁠(d), cea mai mare insulă, are o suprafață de 232 km² și este situată la 78°07′N 107°15′E / 78.117°N 107.250°E.
Malîi Taimîr (Taimîrul Mic) a fost descoperită de către Boris Vilkițki⁠(d) în  Expediția Hidrografică din Oceanul Arctic⁠(d) în 1913 și a fost numită „Insula Țarevici Alexei” (în rusă Остров Цесаревича Алексея), după fiul țarului Nicolae al II-lea al Rusiei. După Revoluția din Octombrie din 1917, insula a fost redenumită în „Malîi Taimîr”. În 2005, s-a făcut o cerere la administrația locală a ținutului Krasnoiarsk pentru a restabili fosta denumire a insulei ca „Insula Alexei”.
Insula Starokadomski este aproape de Taimîrul Mic, situată în partea de nord-vest și despărțită de acesta de o strâmtoare îngustă de 6 km. Această insulă a fost numit după dr. Leonid Starokadomski, unul dintre conducătorii Expediției Hidrografice din Oceanul Arctic din 1913.

#### Insula Lișnii

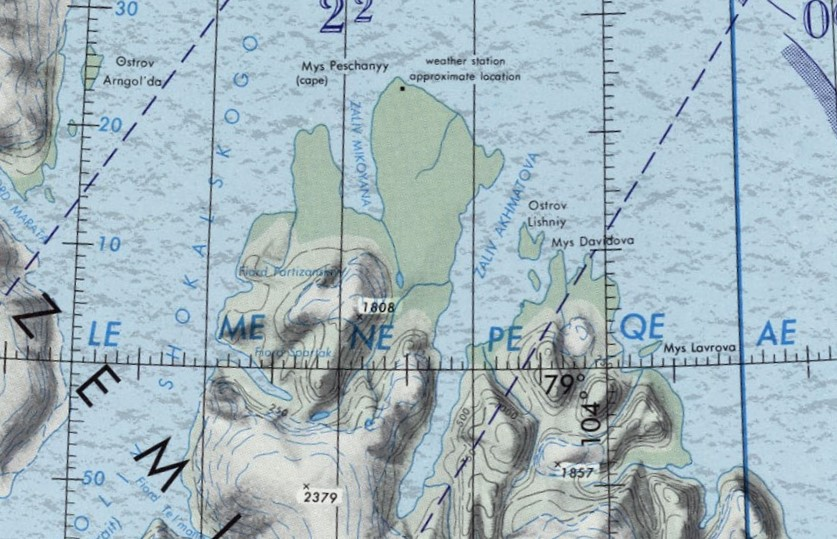
Insula Lișnii

Insula Lișnii (rusă Лишний) este o insulă de coastă situată pe partea de est a gurii fiordului Ahmatov⁠(d), la sud-est de Capul Unslicht⁠(d) de la capătul nordic al Insulei Bolșevic, la 79°11′N 103°24′E / 79.183°N 103.400°E. Insula are o formă neregulată și are 6 km lungime, cu o lățime maximă de 3,5 km.
Un lac rotund adânc cu un diametru de 700 m este situat în partea de vest a insulei și este conectat la mare printr-un canal mic. Aproape toată insula este stâncoasă, cu excepția părții de nord-vest. Cel mai înalt punct al Insulei Lișnii este de 27 m.
La sud de Lișnii se află Iujnîi, o insulă mai mică, și două insulițe. Lișnii de pe Severnaia Zemlea nu trebuie confundată cu Insula Lișnii⁠(d) din largul golfului Toll⁠(d), la sud de Insulele Firnley⁠(d).

## Clima
Severnaia Zemlea este în mod constant rece și destul de uscată, cu o temperatură medie anuală de −14.8 °C, media anuală de precipitații fiind de circa 420 mm, iar cerul este în general acoperit de nori. Temperatura medie lunară variază de la −28 ºC în februarie la −1 ºC în luna iulie. Arhipelagul are fluctuații mari de temperatură în timpul lunilor de iarnă, când activitatea ciclonică de presiune joasă din Atlanticul de Nord traversează Oceanul Arctic, aducând precipitații și temperaturi mai ridicate. Aceste cicloane sunt cele mai frecvente în lunile septembrie și octombrie, când cad 30% din precipitațiile anuale. Căderile de zăpadă vara sunt comune, când temperaturile fluctuează în jurul valorii de 0 ºC, deși temperaturi mai mari apar atunci când masele de aer cald ajung la nord de Siberia. Datele climatice de mai jos, luate de Stația Meteorologică Golomeannîi, oferă o indicație a vremii din arhipelag.
| Date climatice de la Stația Meteorologică Golomeannîi | Date climatice de la Stația Meteorologică Golomeannîi | Date climatice de la Stația Meteorologică Golomeannîi | Date climatice de la Stația Meteorologică Golomeannîi | Date climatice de la Stația Meteorologică Golomeannîi | Date climatice de la Stația Meteorologică Golomeannîi | Date climatice de la Stația Meteorologică Golomeannîi | Date climatice de la Stația Meteorologică Golomeannîi | Date climatice de la Stația Meteorologică Golomeannîi | Date climatice de la Stația Meteorologică Golomeannîi | Date climatice de la Stația Meteorologică Golomeannîi | Date climatice de la Stația Meteorologică Golomeannîi | Date climatice de la Stația Meteorologică Golomeannîi | Date climatice de la Stația Meteorologică Golomeannîi |
| Luna                                                  | Ian                                                   | Feb                                                   | Mar                                                   | Apr                                                   | Mai                                                   | Iun                                                   | Iul                                                   | Aug                                                   | Sep                                                   | Oct                                                   | Noi                                                   | Dec                                                   | Anual                                                 |
| ----------------------------------------------------- | ----------------------------------------------------- | ----------------------------------------------------- | ----------------------------------------------------- | ----------------------------------------------------- | ----------------------------------------------------- | ----------------------------------------------------- | ----------------------------------------------------- | ----------------------------------------------------- | ----------------------------------------------------- | ----------------------------------------------------- | ----------------------------------------------------- | ----------------------------------------------------- | ----------------------------------------------------- |
| Maxima °C                                             | 0                                                     | -1                                                    | -1                                                    | 1                                                     | 4                                                     | 14                                                    | 10                                                    | 9                                                     | 3                                                     | 0                                                     | 0                                                     | 0                                                     | 14                                                    |
| Maxima medie °C                                       | -25                                                   | -26                                                   | -24                                                   | -18                                                   | -8                                                    | -1                                                    | 2                                                     | 1                                                     | -3                                                    | -12                                                   | -19                                                   | -23                                                   | -13                                                   |
| Media zilnică °C                                      | -27                                                   | -28                                                   | -27                                                   | -20                                                   | -10                                                   | -2                                                    | 1                                                     | 0                                                     | -4                                                    | -14                                                   | -22                                                   | -25                                                   | -15                                                   |
| Minima medie °C                                       | -31                                                   | -31                                                   | -30                                                   | -23                                                   | -12                                                   | -3                                                    | 0                                                     | -1                                                    | -6                                                    | -17                                                   | -25                                                   | -28                                                   | -17                                                   |
| Minima °C                                             | -46                                                   | -44                                                   | -46                                                   | -41                                                   | -24                                                   | -13                                                   | -4                                                    | -11                                                   | -21                                                   | -35                                                   | -43                                                   | -44                                                   | -46                                                   |
| Nr. mediu de zile cu precipitații                     | 15                                                    | 14                                                    | 15                                                    | 13                                                    | 20                                                    | 19                                                    | 17                                                    | 19                                                    | 21                                                    | 20                                                    | 14                                                    | 15                                                    | 202                                                   |
| Nr. mediu de zile ploioase                            | 0                                                     | 0                                                     | 0                                                     | 0                                                     | 1                                                     | 0                                                     | 0                                                     | 10                                                    | 9                                                     | 4                                                     | 0                                                     | 0                                                     | 22                                                    |
| Nr. mediu de zile cu zăpadă                           | 15                                                    | 14                                                    | 15                                                    | 13                                                    | 19                                                    | 17                                                    | 9                                                     | 12                                                    | 17                                                    | 20                                                    | 14                                                    | 15                                                    | 180                                                   |
| Sursa: Rapoarte meteorologice                         |                                                       |                                                       |                                                       |                                                       |                                                       |                                                       |                                                       |                                                       |                                                       |                                                       |                                                       |                                                       |                                                       |

## Flora și fauna
Severnaia Zemlea este un deșert polar⁠(d) cu vegetație rară și permafrost la mai puțin de 50 cm adâncime. Printre rarele plante vasculare se numără specii de Cerastium⁠(d) și Saxifraga⁠(d). Plante nevasculare sunt genurile de mușchi Detrichum, Dicranum⁠(d), Pogonatum⁠(d), Sanionia, Bryum⁠(d), Orthothecium și Tortula⁠(d), precum și genurile de licheni Cetraria⁠(d), Thamnolia⁠(d), Cornicularia⁠(d), Lecidea⁠(d), Ochrolechia⁠(d) și Parmelia⁠(d). Sunt prezente și plante cu flori comune în Arcticul nordic, cum ar fi saxifraga violet⁠(d) (Saxifraga oppositifolia) și macul arctic⁠(d) (Papaver radicatum).
Potrivit unor cercetări pe observații anterioare ale lui De Korte, Volkov și Gavrilo, s-au observat treizeci și două de specii de păsări pe Severnaia Zemlea, dintre care 17 se știe că se reproduc în arhipelag. Opt specii sunt larg răspândite în întregul arhipelag; dintre ele, cinci sunt păsări marine coloniale: pinguinul nordic mic⁠(d) (Alle alle), pescărușul cu trei degete⁠(d) (Rissa tridactyla), alca cu oglindă⁠(d) (Cepphus grylle), pescărușul de fildeș (Pagophila eburnea) și pescărușul de ghețuri (Larus hyperboreus); și trei specii de păsări de tundră: pasărea omătului⁠(d) (Plectrophenax nivalis), fugaciul violet⁠(d) (Calidris maritima) și gâsca neagră (Branta bernicla).
Cel mai frecvent mamifer de pe Severnaia Zemlea este lemmingul gulerat (Dicrostonyx torquatus), denumit și „lemming arctic”, care este prezent pe toate insulele mari și a fost observat în unele locuri cu o densitate de 500 de exemplare pe km². Vulpea polară (Alopex lagopus) se știe că face vizuini pe insule, mai multe sute fiind observate în anii 1980. Alte mamifere ocazional observate sunt lupul (Canis lupus), ursul polar (Ursus maritimus), hermina (Mustela erminea), iepurele arctic (Lepus timidus), renul (Rangifer tarandus).

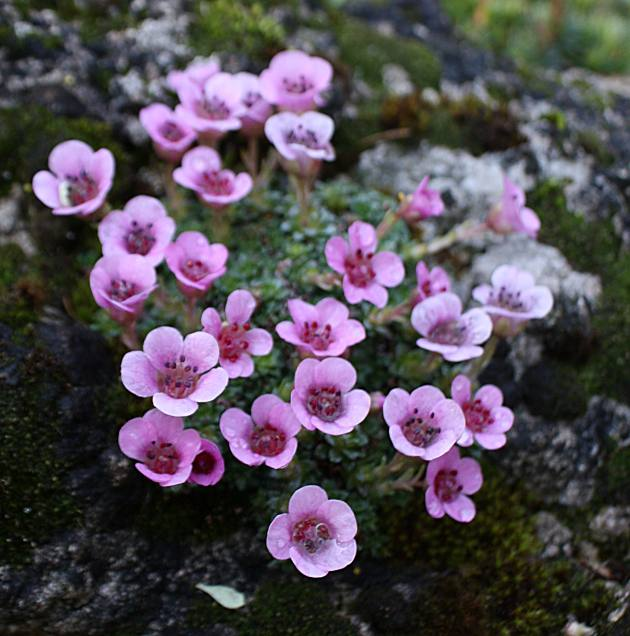
Saxifraga violet⁠(d).
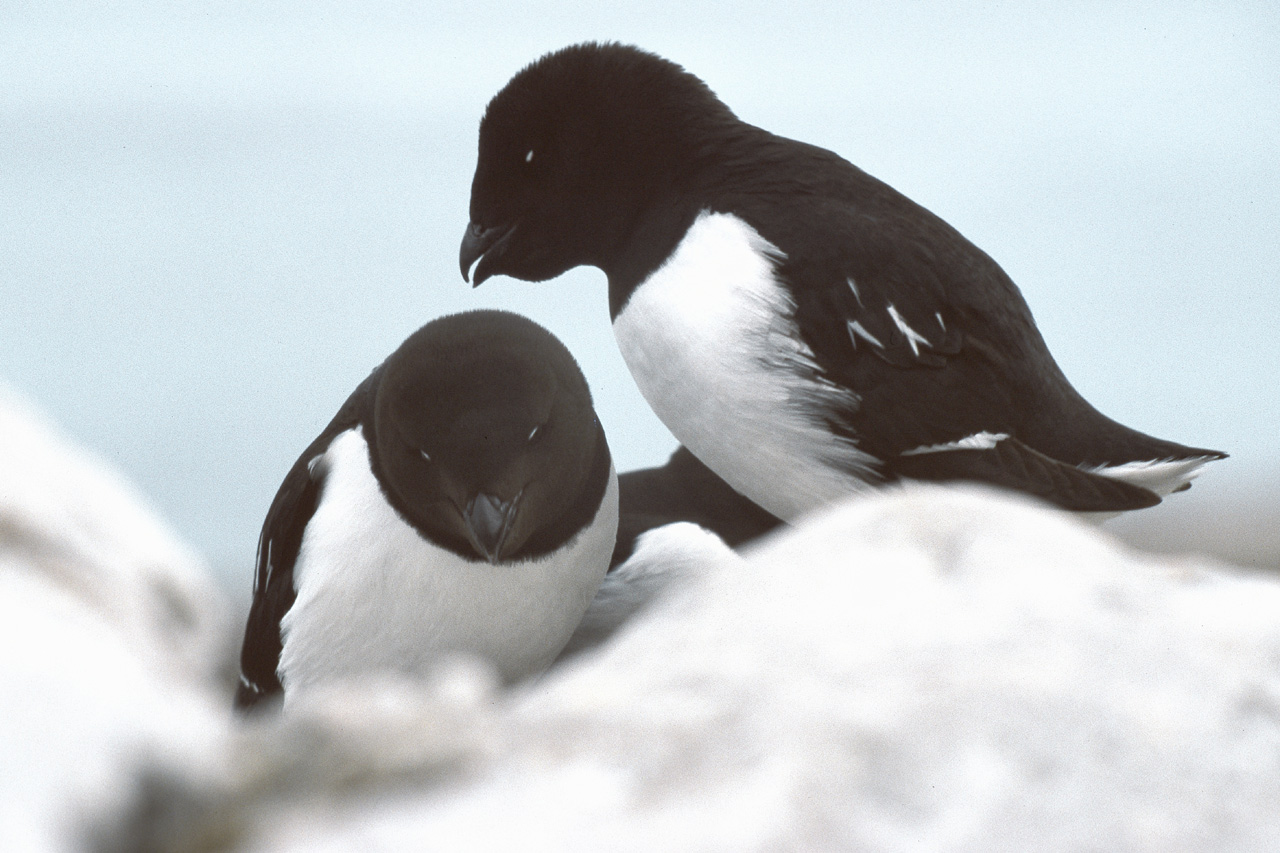
Severnaia Zemlea este cel mai estic punct din zona de reproducere a pinguinului nordic mic⁠(d).
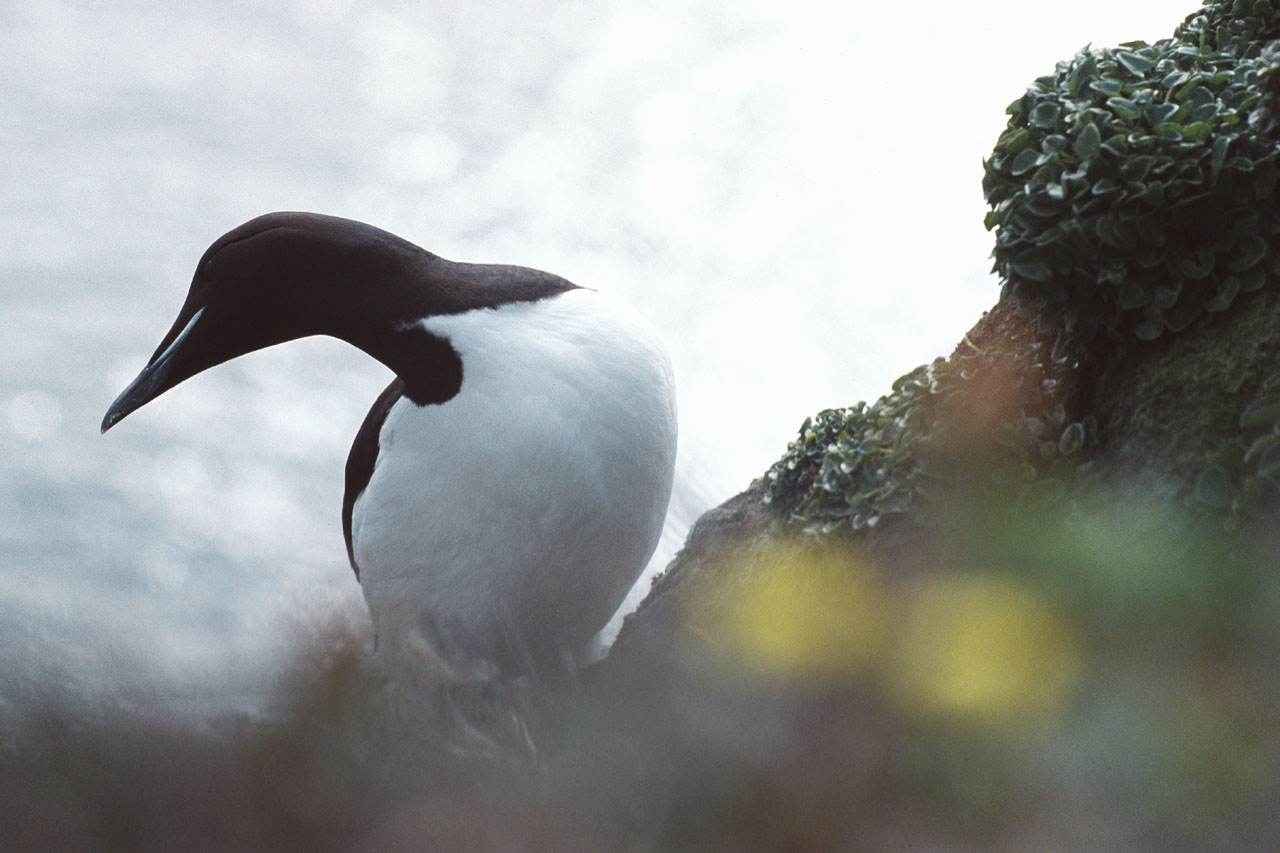
Pasăre Murre⁠(d) (Uria lomvia).
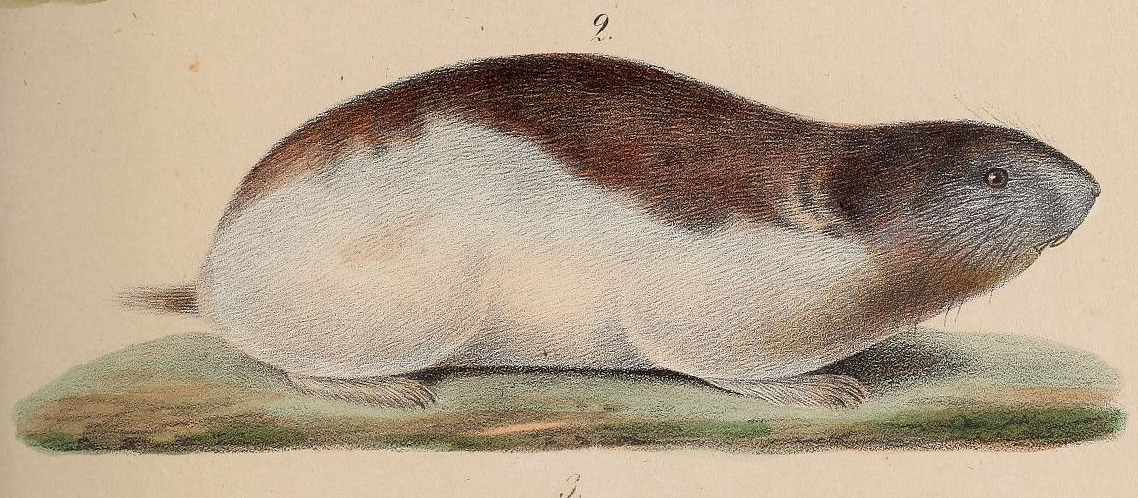
Lemming gulerat⁠(d) (Dicrostonyx torquatus), cel mai frecvent mamifer de pe Severnaia Zemlea.

## În cultura populară
Descoperirea arhipelagului Severnaia Zemlea este subiectul romanului lui Veniamin Kaverin Cei doi căpitani⁠(d) , precum și al adaptării lui pentru scenă, Nord-Ost⁠(d).